# 레이싱 코스터
레이싱 코스터(Racing Coaster)는 대한민국 경기도 용인시 처인구 포곡읍에 위치한 에버랜드의 매직랜드 이솝빌리지에 있는 롤러코스터다. 2020년 1월 겨울부터 열차를 거꾸로 뒤집어서 터스코 싱이레란 이름으로 운행 중이다.